# Ajia Irini (dystrykt Kirenia)
Ajia Irini (gr. Αγία Ειρήνη) – wieś na Cyprze, w dystrykcie Kirenia.